# Pierre Abaunza
Pierre Abaunza est un écrivain espagnol.
Né à Séville au XVIIe siècle, il a composé sur les décrétales une dissertation qui se trouve dans le tome 2 du Novus thesaurus juris civilis et canonici de Gerard Meerman. Il existe de lui dans la Bibliothèque publique de Séville un commentaire manuscrit sur quelques livres de Martial. Il est mort en 1649.